# NGC 1189

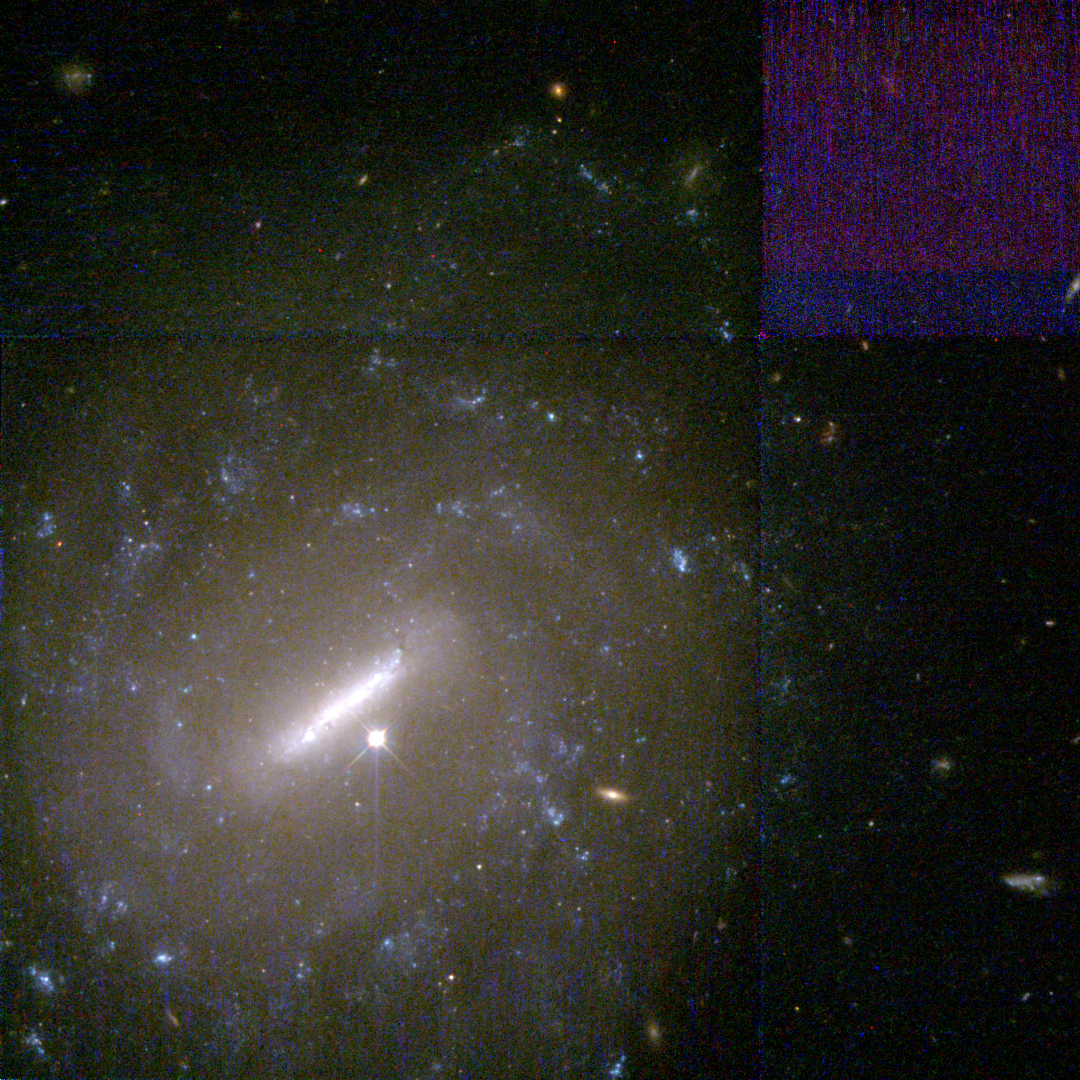
NGC 1189 par le télescope spatial Hubble.

NGC 1189 est une galaxie spirale barrée de type magellanique située dans la constellation de l'Éridan. NGC 1189 a été découverte par l'astronome américain Francis Leavenworth en 1884.

## Caractéristiques
Sa vitesse par rapport au fond diffus cosmologique est de 2 367 ± 12 km/s, ce qui correspond à une distance de Hubble de 34,9 ± 2,5 Mpc (∼114 millions d'al).
La classe de luminosité de NGC 1189 est IV-V.
En raison d'une brillance de surface égale à 14,82 mag/am2, on peut qualifier NGC 1189 de galaxie à faible brillance de surface (LSB en anglais pour low surface brightness). Les galaxies LSB sont des galaxies diffuses (D) avec une brillance de surface inférieure de moins d'une magnitude à celle du ciel nocturne ambiant.

## Groupe compact de Hickson 22
Les galaxies NGC 1189, NGC 1190, NGC 1191, NGC 1192 et NGC 1199 forment le Groupe compact de Hickson HCG 22.

## Groupe de NGC 1199
NGC 1189 fait aussi partie d'un groupe de galaxies d'au moins 6 membres, le groupe de NGC 1199. Outre NGC 1189 et NGC 1199, les quatre autres galaxies du groupe sont IC 276, NGC 1114, NGC 1209 et MCG -3-8-45.